# Apa Bane
Abu Fanah, auch bekannt als Apa Bane (* nach 354; † nach 395), genannt der Wüstenvater, war ein spätantiker christlicher Asket des 4. Jahrhunderts. Er lebte und wirkte in einem Kloster in Mittelägypten und war dafür bekannt, sich um die Kranken und Armen gekümmert zu haben. Berühmtheit erlangte er, als er angeblich durch seine Prophezeiung den Tod von Kaiser Theodosius I. im Jahr 395 vorhersagte. Der Legende nach konnte Bane 37 Tage ohne Nahrung auskommen und stand die letzten 18 Jahre seines Lebens aufrecht in seiner Mönchszelle.
Bei Ausgrabungen des Klosters Abu Fana entdeckten österreichische Wissenschaftler unter der Leitung von Professor Helmut Buschhausen 1992 den Leichnam Banes. Dieser Fund bestätigte an den Muskelausprägungen, dass Bane tatsächlich Jahre im Stehen zugebracht haben muss.